# Amelia Toledo
Pour les articles homonymes, voir Toledo.
Amelia Amorim Toledo née à São Paulo le 7 décembre 1926, morte le 7 novembre 2017 à Cotia, est une sculptrice brésilienne.

## Biographie

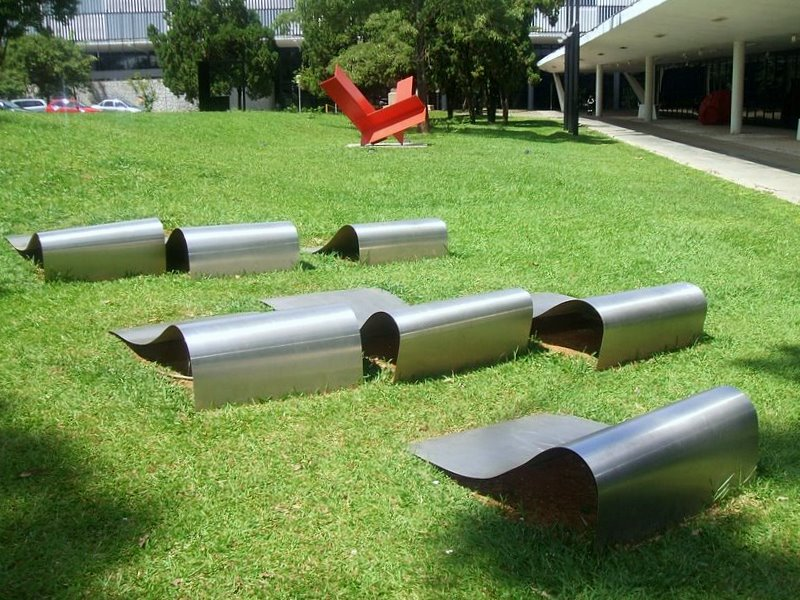
Sept vagues, 1995. Sculpture devant le MAM-SP.

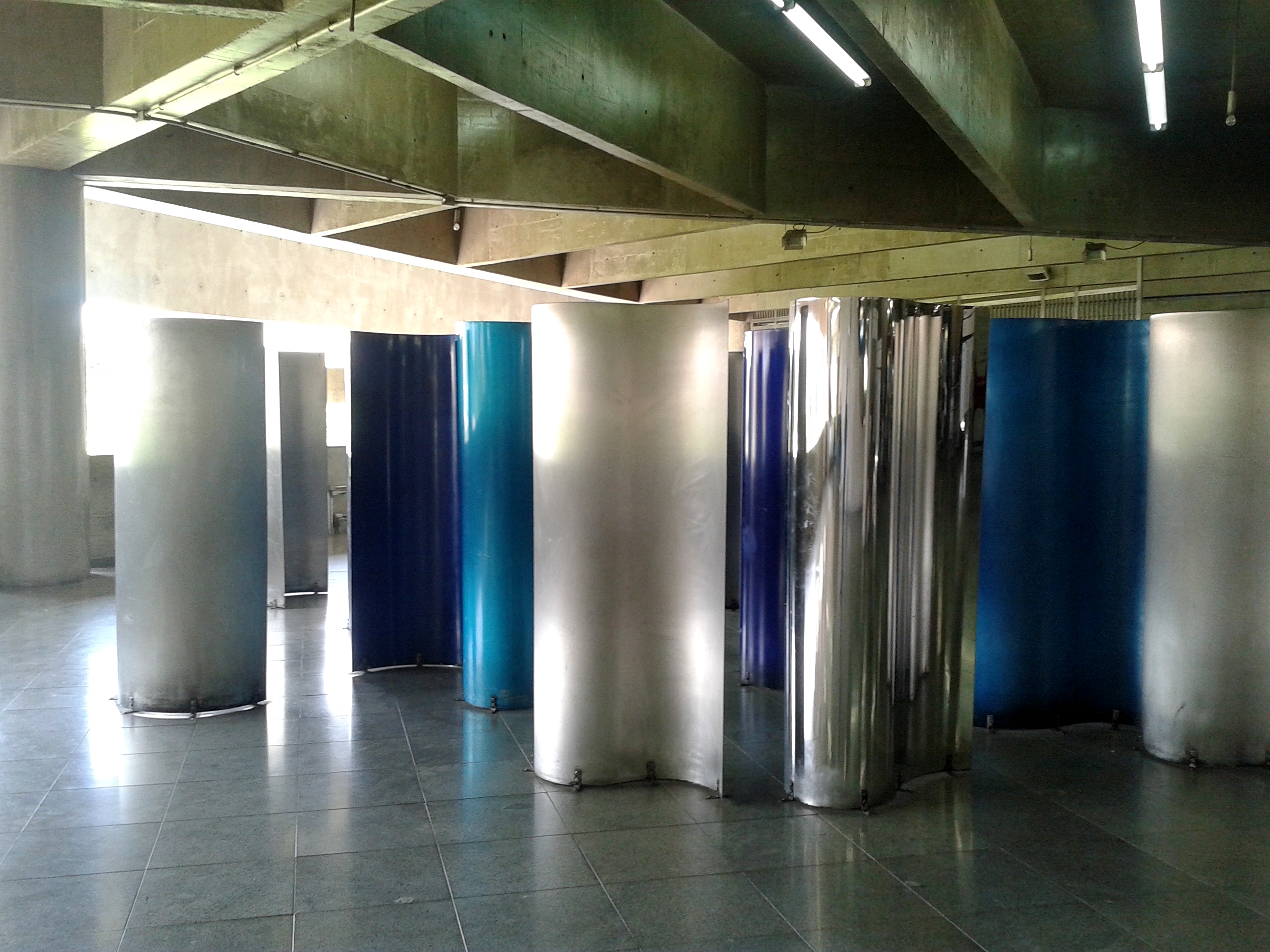
Kaléidoscope, 1999. Sculpture à la station Brás du métro de São Paulo.

Amelia Toledo abandonne très vite ses études pour s'orienter vers l'art. Elle commence sa formation en 1939 dans l'atelier d'Anita Malfatti. Dans les années 1940, elle étudie le dessin et la peinture avec Yoshiya Takaoka (pt). Elle fréquente l'atelier de Waldemar da Costa (pt). Elle intègre le cabinet d'architecte Vilanova Artiga, comme dessinatrice technique. En 1958, une bourse lui permet de passer deux ans à la Central School of Art and Design (en) à Londres . Elle suit les cours du sculpteur William Turnbull.
De retour au Brésil en 1960, elle étudie la gravure sur métal avec João Luís Chaves.
Elle est admise en Master of Fine Arts à l'Université de Brasília, qu'elle obtient en 1964. Elle commence alors à enseigner. Elle enseigne dans les universités de São Paulo et de Rio de Janeiro.
En 1965, elle s'installe temporairement à Lisbonne pour échapper au régime militaire brésilien.
Elle est contemporaine des artistes Mira Schendel, Hélio Oiticica et Lygia Pape. C'est une figure alternative du mouvement néo-concret. Ses premières œuvres sont des formes géométriques, faites de courbes.
À partir des années 1970, elle se concentre sur les formes de la nature. Elle collecte des coquillages et des pierres qu'elle intègre dans ses œuvres. Elle n'imite pas la nature mais montre la présence de la nature.
Dans les années 1980, Amelia Toledo crée des œuvres sur jute et sur lin.
Dans les années 1990, elle réalise des œuvres dans l'espace public.
En 2017, une première exposition à New York présente ses sculptures de roches et de coquillages ainsi que ses peintures sur jute, réalisées entre 1958 et 2007.
À 83 ans, Amelia Toledo participe en tant qu'artiste invitée à la 20e Biennale internationale de São Paulo, en 2010.

## Œuvres dans l'espace public
- Kaléidoscope, 1999. Modules en tôle d'acier inoxydable, courbés, avec différentes finitions : peint, poncé et poli. Gare de Brás, São Paulo.
- Paysage souterrain, 1998. Panneau de plancher avec une collection de granit brésilien installé sur les plates-formes d'embarquement. Station de métro Arcoverde, RJ.

## Expositions
- Viagem ao coração da matéria, Instituto Tomie Ohtake, São Paulo, 2004
- Entre, a obra está aberta, Museu de Arte de Santa Catarina, Florianópolis, Brazil, 2006
- Novo olhar, Musée Oscar Niemeyer, Curitiba, 2007
- Amelia Toledo, Pinacothèque de São Paulo, São Paulo, 2009
- Amelia Toledo: 1958-2007, Nara Roesler, New York, 2017
- Amelia Toledo – Lembrei que esqueci, Centro Cultural Banco do Brasil , São Paulo, 2017
- Amelia Toledo: 1958-2007, Nara Roesler, New York, 2021

## Distinctions
- Cosme Velho and Petite Galerie awards, Biennale de São Paulo, 1967[2]
- Fundação Vitae Fellowship, 1990
- São Paulo State Governor Award, 2010
- Ordre d'Ipiranga, 2010[7]
- 5th Marcantonio Vilaça Award for the Visual Arts, 2015